# هزاره پنجم (پیش از میلاد)
(هزاره ۶ پ‌م - هزاره ۵ پ‌م - هزاره ۴ پ‌م - هزاره‌های دیگر)
هزاره پنجم پیش از میلاد، سال‌های (۵۰۰۰ پیش از میلاد - ۴۰۰۱ پیش از میلاد) (حدود ۷ هزار سال پیش تا حدود ۶ هزار سال پیش) را در بر می‌گیرد، یعنی شامل ۵۰۰۰ پیش از میلاد اما بدون احتساب ۴۰۰۰ پیش از میلاد. تعیین دقیق تاریخ وقایعی که در حوالی این هزاره رخ داده‌اند غیرممکن است و تمام تاریخ‌های ذکر شده در اینجا، تخمین‌هایی هستند که عمدتاً بر اساس تحلیل‌های زمین‌شناسی و انسان‌شناسی انجام شده‌اند.

## جوامع[۱]
اعتقاد بر این است که رشد سریع جمعیت جهان در هزاره قبل، که ناشی از انقلاب نوسنگی بود، کند شده و نسبتاً پایدار شده است. تخمین زده می‌شود که تا سال ۵۰۰۰ قبل از میلاد حدود چهل میلیون نفر در سراسر جهان وجود داشته و تا عصر برنز میانی، حدود ۱۶۰۰ قبل از میلاد، به ۱۰۰ میلیون نفر رسیده است.
اروپا
- فرهنگ کوکوتنی-تریپیلیا (معروف به فرهنگ تریپولیه) حدود ۴۸۰۰ سال قبل از میلاد آغاز شد. این فرهنگ در مولداوی مدرن متمرکز بود و در سه مرحله مشخص تا حدود ۳۰۰۰ سال قبل از میلاد ادامه یافت.

- از حدود ۴۵۰۰ سال قبل از میلاد تا حدود ۲۵۰۰ سال قبل از میلاد، یک گویش واحد به نام زبان نیاهندواروپایی (PIE) به عنوان پیشگام همه زبان‌های مدرن هندواروپایی وجود داشت، اما هیچ متن مکتوبی از خود به جا نگذاشت و ساختار آن ناشناخته است.

- فرهنگ وینکا (۵۷۰۰-۴۲۰۰ پیش از میلاد) ویژگی‌های فرهنگی هزاره قبل را ادامه می‌دهد. این فرهنگ اولین شکل اولیه خط را داشت که نشان دهنده نیاز به بایگانی‌های طالع بینی، علمی، نجومی یا اقتصادی (تجاری) است. این فرهنگ اولین نمونه شناخته شده از ذوب مس در دنیای قدیم، طبقه بندی اجتماعی امپراتوری مانند با فضاهای اشتراکی و شبکه‌های تجاری در مقیاس بزرگ را ارائه می‌دهد که در آن مجسمه‌های متمایز آن تا اروپای غربی امتداد دارند. این فرهنگ با رها شدن و درگیری‌ها در حدود ۴۲۰۰ پیش از میلاد به پایان می‌رسد.

- توزیع پیکره‌های ونوس از انقلاب کشاورزی پیشین، خود را به عنوان هنر جریان اصلی در اروپا تثبیت می‌کند و از هزاره ششم پیش از میلاد به بعد ادامه می‌یابد.

- فرهنگ دیمینی برای اولین بار در حدود ۴۸۰۰ سال قبل از میلاد، همزمان با دوره نوسنگی پسین یونان، جایی که افزایش تراکم جمعیت قابل توجه است، ظهور کرد. در طول ۴۰۰ سال، دیمینی به صورت امپراتوری گسترش یافت و بعداً فرهنگ سسکلو را به طور کامل جذب کرد، قبل از تهاجم نهایی و تخریب سسکلو در حدود ۴۴۰۰ سال قبل از میلاد. دوره نوسنگی نهایی با دوره مس و سنگ و افزایش ارتباط فرهنگی در امتداد مسیرهای تجاری به آناتولی آغاز شد.

- زبان‌ها و فرهنگ‌های اورالی همچنان در حال گسترش و مهاجرت هستند. فرهنگ لیالوو (حدود ۵۰۰۰ تا ۳۶۵۰ پیش از میلاد) در کنار ارتباط فرهنگی با فرهنگ سفال شانه‌ای، با اورهایمات پروتواورالی برابر دانسته شده است.

- ساخت و سازهای مگالیتیک در سراسر اروپای غربی، با افزایش طبقه بندی اجتماعی و پیچیدگی اجتماعی، ادامه دارد. یکی از قابل توجه ترین مکان ها، مگالیث های لوکماریاکِر (Locmariaquer megaliths) است که بلندترین آنها 20.60 متر (67.6 فوت) ارتفاع و بیش از 330 تن وزن دارد و به عنوان مکانی برای زیارت و الهام استفاده می شده است. ساخت پیچیده چنین مگالیث هایی در سراسر اروپا، نمایانگر قدرت نخبگان اجتماعی، روحانیون مذهبی، ارتباط مستقیم در فواصل وسیع زمین و نیروهای کار بزرگ است.

- تجارت طولانی مدت شرق از تمدن‌های دانوب و قفقاز تا فرهنگ‌های استپی هند و اروپایی با طبقه بندی اجتماعی و رؤسای سلطنتی خاص خود. تأثیر قابل توجه دانوب بر سیاست‌ها و فرهنگ‌های اروپای مرکزی نیز باید در نظر گرفته شود.

- موج دوم فرهنگ دانوب، که از سفال‌های نقاشی‌شده با تأثیرات آسیایی استفاده می‌کرد، از حدود ۴۵۰۰ سال قبل از میلاد جایگزین مرحله اول شد. پس از آن موج سومی آمد که از ظروف تزیین‌شده با قلم‌مو استفاده می‌کرد. این عناصر وارداتی و مجوزهای هنری، نشان‌دهنده تحولات فرهنگی پیچیده‌ای هستند. در کنار این، فرهنگ بدنام وارنا رونق می‌گیرد که از حدود ۴۶۰۰ تا ۴۲۰۰ سال قبل از میلاد آغاز می‌شود و منعکس‌کننده سلطنت است.

- فرهنگ هامانگیا تا ۴۵۵۰ پیش از میلاد ادامه داشت. پیوندهای فرهنگی آن با آناتولی نشان می‌دهد که این فرهنگ، برخلاف فرهنگ‌های همسایه که به نظر می‌رسد از سکونتگاه‌های اولیه نوسنگی سرچشمه گرفته‌اند، نتیجه سکونت مردمان آناتولی بوده است. چنین مهاجرت‌هایی نشان‌دهنده سیستم‌های ارتباطی قوی بین بخش‌های وسیعی از زمین، انگیزه‌های سیاسی و همچنین نشانه‌ای دیگر از تجارت دریای سیاه است که از طریق دریانوردی و خشکی، از مهم‌ترین موارد آن دوره است.

- شبکه‌های تجاری مدیترانه‌ای مدت‌هاست که با فعالیت‌های اقتصادی پیچیده توسط حکومت‌ها، از دریای آدریاتیک تا پرتغال و بخش‌هایی از شمال آفریقا که اقتصاد و نوسنگی را می‌بینند، شکل گرفته‌اند.

فرهنگ استنتینلو از سیسیل و کالابریا تا جزایر آیولین امتداد دارد که نشان‌دهنده تمرکز فرهنگی بر دریانوردی و تجارت دریایی در این زمان است. ساردینیا روابط تجاری نزدیکی با جوامع نوسنگی مدیترانه‌ای جنوب فرانسه، شبه‌جزیره ایبری، شبه‌جزیره ایتالیا و سیسیل دارد و از فعالان اصلی تجارت نقره است.
- تجارت از طریق دریانوردی و بنادر بین شکارچیان غربی در ایرلند و فرهنگ‌های اروپای غربی نوسنگی (حدود ۴۰۰۰ سال پیش از میلاد) (خلیج فرِیتر).

- بریتانیای نوسنگی حدود سال ۴۱۰۰ میلادی، مهاجرت گسترده و اسکان سریع در جزایر را تجربه می‌کند. جنگل‌زدایی در مقیاسی چشمگیر در بریتانیای نوسنگی (۴۳۰۰ تا ۳۲۵۰ پیش از میلاد)، که با فرهنگ تپه آسیاب بادی مرتبط است، تراکم جمعیت را افزایش داده و از جمعیت شکارچی-گردآورنده غربی پیشی گرفته است.

- اولین مهاجرت بزرگ هندواروپایی‌ها (حدود ۴۰۰۰ سال پیش از میلاد). مهاجرت به سمت جنوب از طریق دانوب در نهایت به آناتولی رسید. مهاجرت‌های دانوبی از این آشوب به سمت غرب رخ داد. تمدن و فرهنگ دانوبی مانند فرهنگ کوکوتنی-تریپیلیا تا اواخر هزاره چهارم یا اوایل هزاره سوم پیش از میلاد ادامه یافت.

- اصناف و حکومت‌های کشاورزی نوسنگی مرز نسبتاً ثابتی را در شمال اروپای مرکزی (آلمان امروزی) حفظ کردند، که به حکومت‌های شکارچی-گردآورنده اسکاندیناوی اجازه داد تا بعداً به فرهنگ ظروف سوراخ‌دار (حدود ۳۵۰۰ سال قبل از میلاد) توسعه یابند.

- تاریخ اخترشناسی که از دوران میان‌سنگی سرچشمه گرفته، همچنان در کنار ریاضیات مورد آزمایش و بررسی قرار می‌گیرد و به طور مداوم در طول هزاره پنجم در سراسر اروپا توسط حکومت‌های مختلف توسعه یافته است.

- در کنار بناهای تاریخی یا مقبره‌های مگالیتیک با اهمیت اجتماعی و نجومی بالا برای حکومت‌های آن دوران، دایره‌های سنگی تا فرانسه برپا شده‌اند،

غرب آسیا
بین النهرین
- گسترش عبید تا اوایل هزاره پنجم ادامه یافت، با ادغام جمعیتی فرهنگ عبید توسط حلفی‌ها در کنار تهاجمات حکومت‌های عبید. یک نمونه از خشونت، تل آرپاچیا، یک قطب اقتصادی کلیدی برای تولید سفال است. نمونه دیگر تپه گاورا است. ابسیدین، سرو، پیشرفت چرخ سفالگری در حدود ۴۵۰۰ سال پیش از میلاد، مسیرهای تجاری نقره، دام و مس برای بیش از یک هزاره در نتیجه این گسترش‌ها، بین آناتولی، ایران، قفقاز و جنوب عراق تقویت شده‌اند.

گاهشمار آن در هزاره پنجم شامل موارد زیر است:
- عبید ۱، که گاهی اریدو نامیده می‌شود و مربوط به شهر اریدو (۵۴۰۰-۴۷۰۰ پیش از میلاد) است، مرحله‌ای که به منتهی‌الیه جنوب عراق، در سواحل خلیج فارس آن زمان، محدود می‌شد. این مرحله، ارتباط روشنی با فرهنگ سامرا در شمال نشان می‌دهد. این مردم پیشگام کشت غلات در شرایط بسیار خشک و بی‌آب و علف بودند.

- عبید ۲ حدود ۴۸۰۰ تا ۴۵۰۰ سال قبل از میلاد مسیح رخ می‌دهد. در آن زمان، سرامیک‌های سبک حاجی محمد تولید می‌شدند. این دوره همچنین شاهد توسعه شبکه‌های گسترده کانال در نزدیکی سکونتگاه‌های اصلی بود. سیستم‌های آبیاری جدید بسیار پیشرفته، که به نظر می‌رسد ابتدا در تشوغا مامی (۴۷۰۰ تا ۴۶۰۰ سال قبل از میلاد) توسعه یافته و به سرعت در جاهای دیگر گسترش یافته است.

- عبید ۳: به سفال‌های سبک العبید بگویید. به طور سنتی، این دوره سفالگری حدود ۵۳۰۰ تا ۴۷۰۰ پیش از میلاد تاریخ‌گذاری شده است. ظهور این سفال‌ها بسته به مکان‌های خاص، تاریخ‌های متفاوتی داشته است که توزیع جغرافیایی گسترده‌ای دارند و سیستم‌های تجاری گسترده و طبقه‌بندی اجتماعی را به تصویر می‌کشند.

- عبید ۴: سرامیک‌های سبک اواخر عبید، حدود ۴۷۰۰ تا ۴۲۰۰ پیش از میلاد. تجارت دریایی از طریق خلیج فارس، به بنادر و حکومت‌های جنوبی ایران متصل می‌شد. تجارت ابسیدین با استخراج و حمل و نقل به کارگاه‌های صنعتی در مسافت ۱۷۰ کیلومتری، قابل توجه‌ترین تجارت است، گسترش‌های جنوبی به سمت جنوب تا عمان ادامه می‌یابد.

به طور کلی، دوره عبید شاهد رشد پراکنده اما کنترل‌شده سکونتگاه‌های طبقاتی اجتماعی، با مناطق اشتراکی، تفکیک طبقات در هر محله و طبقه‌بندی اجتماعی پیچیده است. افزایش درگیری بین شوراهای دموکراتیک، فرمانروایی‌های بزرگ، خانواده‌های سلطنتی، حکومت‌ها و آرمان‌های امپراتوری‌مانند. سنگ‌تراشی در مقیاس بزرگ برای استفاده عمومی و مهرسازی سازمان‌یافته با اهمیت بین‌المللی از ویژگی‌های مرتبط با این دوره هستند. پی. آمیت او را به عنوان یک «چهره سلطنتی اولیه»، یعنی احتمالاً انکی، قبل از «پادشاهان-کاهنان» هزاره چهارم می‌بیند. از صدها حکومت و ده‌ها دولت‌شهر مهم، چند رویداد قابل توجه وجود دارد:
- در دوره عبید، این مکان تا مساحتی حدود ۱۲ هکتار (حدود ۳۰ جریب) گسترش یافته بود. دوازده نشانه گلی نوسنگی، که پیش درآمد خط میخی اولیه هستند، در سطوح عبید این مکان یافت شدند. این شهر حداقل در نیمه اول هزاره پنجم قدرت اصلی بود. در هزاره چهارم، حاکمیت آن رو به افول گذاشت. گفته می‌شود که اولین پادشاهان سومر زمانی در اینجا ساکن بوده‌اند.

- یکی از حکومت‌های اصلی دوره عبید، تل براک است، حکومتی بسیار بزرگ با قدرت فرامنطقه‌ای با دیوارهای شهری، و گسترش تل براک فراتر از تپه برای تشکیل شهری در پایین دست. در اواخر هزاره پنجم پیش از میلاد، تل براک به مساحت حدود ۵۵ هکتار رسید. بقایای یک بنای یادبود در کنار سایر پروژه‌های بزرگ که با دیوارهایی به ضخامت دو متر و آستانه‌ای از جنس بازالت ساخته شده‌اند، نشان دهنده یک نخبه اجتماعی با مهارت فوق‌العاده است.

- یکی دیگر از حکومت‌های بزرگ، اوروک (که حدود ۵۰۰۰ سال پیش از میلاد تأسیس شد) است که افزایش سریعی در تسلط خود تجربه می‌کند و حدود ۴۵۰۰ سال پیش از میلاد، با ساخت محله یا منطقه‌ی اِآنا (Eanna)، خود را فراتر از یک قدرت منطقه‌ای صرف تثبیت می‌کند. اوروک در مسیر تسلط خود، حدود ۴۰۰۰ سال پیش از میلاد، زیگورات آنو (Anu Ziggurat) را ساخت. همین قرن‌ها توسعه‌ی دقیق بود که در هزاره چهارم و در طول گسترش اوروک، به اوروک تسلط افسانه‌ای بخشید.

- برخی دیگر از مناطق حکومتی قابل توجه عبارتند از تپه گاورا که نشانه‌هایی از درگیری‌های قابل توجه در طول گسترش قبلی عبید را نشان می‌دهد. آهنگری سلاح، تجارت مس و معابد قابل توجه ساخته شده در حدود ۴۲۰۰ سال قبل از میلاد در اینجا وجود دارند.

- اور در این دوران، به دلیل طغیان‌های مداوم فرات، در کنار سایر دولت‌شهرها، سیل‌های مکرری را تجربه کرد. اور بعدها در اواسط تا اواخر هزاره سوم پیش از میلاد به اوج خود رسید.

- چغامیش در دوره شوشیان پسین به حداکثر وسعت خود، یعنی ۱۷ هکتار، رسید و از هزاره ششم به بعد، بر همه جا مسلط بود. با این حال، در اوایل نیمه هزاره پنجم، بنای یادبود اصلی چغامیش ویران شد و به همراه آن، قدرت آن کاهش یافت. این واقعه به «بنای سوخته» معروف شد. این ویرانی چغامیش همچنین با متروکه شدن برخی از مکان‌های دیگر در بخش شرقی دشت شوشیان همزمان بود. سکونتگاه‌های دوره بعدی، به ویژه با تأسیس و ظهور شهر شوش، بیشتر به سمت غرب تغییر مکان دادند.

- بخش جنوب غربی ایران پس از ۴۴۰۰ پیش از میلاد، شهرنشینی را با سکونتگاه‌های بزرگی مانند شوش (که احتمالاً در اوایل ۴۳۹۵ پیش از میلاد از طریق شهرنشینی و نفوذ عبید تأسیس شده است) از سر می‌گیرد. منطقه اطراف شوش در جنوب غربی ایران مدرن، درست در کنار بین‌النهرین سفلی واقع شده است که از هزاره پنجم تأثیر قدرتمندی بر اوروک و همسایگانش داشته است. شوش اول (۴۰۰۰ تا ۳۷۰۰ پیش از میلاد) با ساخت یک «تراس بلند» شاهد آغاز معماری یادبود در این مکان بود. شوش به همراه متحدانش در حدود ۴۲۰۰ پیش از میلاد مورد حمله قرار گرفته و ویران می‌شود. شهر انشان حدود ۴۰۰۰ پیش از میلاد تأسیس می‌شود و در کنار شوش شروع به جدایی فرهنگی از غرب می‌کند و سرزمین‌ها را با مردمان تازه ادغام شده خود در یک انقلاب فرهنگی و اقتصادی نیاایلامی توسعه می‌دهد.

خاور میانه پنهان
در ترکیه مدرن: حکومت‌های قوی آناتولی، موازنه قدرت حکومت‌های عبید و ساماران‌های در حال ظهور را که حدود ۴۸۰۰ سال قبل از میلاد از نظر فرهنگی جذب شده بودند، خنثی می‌کنند. چنین حکومت‌هایی شامل مرسین می‌شود که به طور قابل توجهی حدود ۴۳۰۰ سال قبل از میلاد دارای یک ارتش دائمی بود، و تل حموکار که یک مرکز تولید عمده در تجارت مهم ابسیدین و در نتیجه قدرت بود. تجارت فشرده مس که اروپا را به شرق متصل می‌کند، در آناتولی توسط مکان‌هایی در حاجیلار، بیجه سلطان، جانحسن، مرسین یوموک تپه، الازیغ تپه، مالاتیا دگیرمنت تپه، نورشون تپه و استانبول فیکیرتپه نشان داده شده است.
ویرانی‌های زیست‌محیطی پیشین در دو هزاره گذشته ممکن است دلیل فقدان مکان‌های نوسنگی در شمال ترکیه باشد.
در شام: فرهنگ غسولی رونق دارد و حدود ۴۴۰۰ سال قبل از میلاد از شمال به کل شام مهاجرت کرد. با سکونتگاه‌های متمرکز و نخبگانی که از نظر اقتصادی بر متالورژی و تجارت مس متمرکز بودند، به ویژه واردات از حکومت‌های شهری وسیع و قدرتمند جنوب اردن و فرهنگ‌های بادیه‌نشین مانند. فرهنگ غسولی با امراطیان مصر تجارت و ارتباط نزدیکی دارد و همچنین به نظر می‌رسد که با فرهنگ اولیه مینوسی در کرت قرابت‌هایی (به عنوان مثال، کوزه‌های متمایز یا "گلدان‌های پرنده") دارد. قرابت‌های قبرسی دیده نمی‌شود، زیرا قبرس حدود ۴۵۰۰ سال قبل از میلاد شاهد ورود تازه واردانی بود که از راه رسیدند و دوره نوسنگی جدیدی را معرفی کردند. این فرهنگ سوتایرا جای خالی فروپاشی فرهنگ نوسنگی هزاره ششم در قبرس را پر کرد.
تجارت با شام و مناطق خارجی در مقیاسی چشمگیر و با پوشش مسافت‌های طولانی، اروپا را در مقیاسی مستقیم‌تر از قبل به آسیا متصل می‌کند. ابسیدین‌های یافت شده در سطوح مس‌سنگی در گیلات، فلسطین اشغالی، از طریق تجزیه و تحلیل عنصری به سه منبع در جنوب آناتولی ردیابی شده‌اند: کوه هوتامیس، کوه گولو، و تا شرق کوه نمرود، ۵۰۰ کیلومتری (۳۱۰ مایلی) شرق دو منبع دیگر. این نشان دهنده یک حلقه تجاری بسیار بزرگ است که تا هلال حاصلخیز شمالی و آناتولی امتداد دارد.
در قفقاز: سکونتگاه‌های هزاره پنجم پیش از میلاد در قفقاز شمالی، گواهی بر فرهنگ مادی مرتبط با مجموعه‌های باستان‌شناسی همزمان در منطقه شمال و غرب دریای سیاه مانند فرهنگ لیلا تپه (حدود ۴۳۰۰ تا ۴۰۰۰ سال پیش از میلاد) هستند. این جوامع از نظر اقتصادی بسیار قدرتمند بودند و در متالورژی و تجارت مس پیشگام بودند. مهاجرت مداوم از عبادیان و خود اوروک نیز در عوامل اقتصادی نقش داشت.
چنین عناصر فرهنگی ناگهان در نیمه اول هزاره چهارم پیش از میلاد تغییر می‌کنند و جایگزین می‌شوند و کیفیت متالورژی مس در طول تمدن کورا-ارس تا حدودی کاهش می‌یابد.
از سوی دیگر، فرهنگ شولاوری-شومو که قدمتی چندین هزار ساله دارد، ارتباطات فرهنگی قوی‌تری مانند جعبه ابزارهای مشابه و استفاده از گل اخری قرمز را نشان می‌دهد که پیوندهای صمیمی و چند صد ساله با حلافی‌ها را به تصویر می‌کشد.
در عربستان: ادامه گسترش اقتصادی و فرهنگی عبید (از هزاره ششم پیش از میلاد، حدود ۵۵۰۰ پیش از میلاد) در سراسر عربستان، با پذیرش و ادغام و همچنین مشارکت در این ویژگی‌های سیاسی جدید. سفالگری عبید دوره‌های ۲ و ۳ در سایت H3 در کویت و در دوساریه در شرق عربستان سعودی، که با خلیج فارس، یک مرکز تجاری بزرگ، هم‌مرز بود، مستند شده است.
آسیای مرکزی (شمال و جنوب)
- مرکزی: یک هزاره پس از آنکه فرهنگ‌های کشاورزی ایرانی برای اولین بار با اجداد قفقاز و شکارچیان فلات ایران و خاورمیانه (حدود ۶۰۰۰ سال پیش از میلاد) در پاکستان و شمال غربی هند پیوند خوردند و مهاجرت‌ها از جنوب غربی آسیا منجر به افزایش شهرنشینی و افزایش قشربندی اجتماعی شد. چنین فرهنگ‌هایی عبارتند از:

- فرهنگ جیتون سکونتگاه‌هایی را در خود جای داده بود و از نظر فرهنگی، جنوب ترکمنستان را با افغانستان متحد کرده بود، فرهنگی که بیش از ۲۰۰۰ سال پیش از آغاز هزاره سوم تا ۴۶۰۰ سال پیش از میلاد وجود داشت. با افزایش خشکی در اواخر دوران نوسنگی، یعنی چاگیلی دپه، کشاورزان بین‌المللی به طور فزاینده‌ای انواع محصولاتی را کشت کردند که معمولاً با آبیاری در یک محیط خشک مرتبط هستند، مانند گندم نان هگزاپلوئید که در دوره مس و سنگ غالب شد.

- مهاجرت‌های سریع و فزاینده از ایران، با موج‌های مختلف، متالورژی پیشرفته و نوآوری‌های دیگر را به ارمغان آورد، اما تصور می‌شود که تازه‌واردان به زودی با کشاورزان جیتون درآمیختند. بخش بزرگی از این مردمان در آب‌نو (ترکمنستان) که حدود ۴۵۰۰ سال قبل از میلاد مسیح تأسیس شد، ساکن شدند. فرهنگ آب نو، که درست قبل از ۴۰۰۰ سال قبل از میلاد مسیح، همزمان با نمازگاه‌تپه، آغاز شد، پلی بین شرق و غرب بود و نفوذ قابل توجهی از چین و ایران در استفاده از مهرهای مهری آن در مسیرهای بزرگ تجاری وجود داشت. لاجورد از پادشاهی‌های معدنچی در افغانستان به کارگاه‌ها وارد می‌شد.

- فرهنگ مهرگره در پاکستان امروزی بزرگترین مرکز شهری و تجاری بین شرق، جنوب و غرب آسیا بود. این فرهنگ برای هزاران سال در متالورژی، دباغی، تولید مهره، استفاده از چرخ سفالگری، موم‌سازی، ریاضیات، هندسه، پزشکی و پیشرفت تخصص‌های اقتصادی پیشگام بود. مهره‌های سفالی لعاب‌دار تولید می‌شدند و مجسمه‌های سفالی در کنار تجارت مستقیم از مناطق سیاسی تا بدخشان امروزی برای لاجورد، جزئیات بیشتری پیدا می‌کردند. دوره‌های دوم و سوم مهرگره همچنین همزمان با گسترش جمعیت‌های ساکن در مناطق مرزی در لبه غربی آسیای جنوبی، از جمله ایجاد سکونتگاه‌هایی مانند رانا غوندای، شری خان تره کی، سرای کالا، جلیل پور و غالیگای است.  این مرکز تجاری که کنترل آن به دلیل وسعتش دشوار بود، در حدود ۴۰۰۰ تا ۳۸۰۰ سال قبل از میلاد مسیح، پذیرای سطح بالایی از مهاجرت از اوراسیای غربی بود.[۱]

- اصطلاح میان‌سنگی سفالی برای فرهنگ‌های میان‌سنگی متأخر آسیای مرکزی، در طول هزاره ششم تا پنجم پیش از میلاد، به کار می‌رود (در باستان‌شناسی روسیه، این فرهنگ‌ها به عنوان نوسنگی توصیف می‌شوند، اگرچه کشاورزی وجود ندارد). این جوامع کوچ‌نشین که دامداری داشتند، سفالگری را از طریق انتشار فرهنگی و تجارت هزاره‌های گذشته از دریاچه بایکال در سیبری و از اروپا داشتند. از آنجا از طریق فرهنگ دنیپر-دونتس به فرهنگ ناروا در بالتیک شرقی گسترش یافت.
- گروه‌های پراکنده عشایری گله‌های گوسفند، بز، اسب و شتر را نگهداری می‌کردند و مهاجرت‌های سالانه‌ای را برای یافتن مراتع جدید انجام می‌دادند (رویه‌ای که به کوچ اجباری معروف است). مردم در یورت‌ها (یا گرها) زندگی می‌کردند - چادرهایی ساخته شده از پوست و چوب که می‌توانستند از هم جدا شده و حمل شوند. هر گروه چندین یورت داشت که هر کدام حدود پنج نفر را در خود جای می‌داد.
- اجداد فرهنگ آفاناسِوو (حدود ۳۵۰۰ تا ۲۵۰۰ پیش از میلاد) در مناطق سین‌کیانگ مدرن ساکن هستند. آن‌ها از نظر فرهنگی و ژنتیکی با فرهنگ‌های مرتبط با هند و اروپایی استپ اوراسیا مرتبط هستند، اگرچه قدمت آن‌ها به پیش از گسترش‌های بزرگ شرقی از استپ هزاره سوم پیش از میلاد برمی‌گردد.
- فرهنگ‌ها و سکونتگاه‌های تبتی عمدتاً «در دره‌های رودخانه‌ای در جنوب و شرق کشور» یافت شده‌اند. مکان‌های باستان‌شناسی شامل مکان‌هایی در شهرستان نینگچی، شهرستان مدوگ و منطقه کاروو هستند. باستان‌شناسان سفال و ابزارهای سنگی، از جمله تبرهای سنگی، اسکنه، چاقو، چرخ‌دنده‌های دوک نخ‌ریسی، دیسک‌ها و نوک پیکان‌ها را در کنار مشارکت در پرستش اجداد و کلاس‌های کاهنان پیدا کرده‌اند.[۱]
- تا ۴۰۰۰ سال پیش از میلاد، فرهنگ‌های تبتی-برمه یا مستقیماً از طریق هیمالیا از تبت یا از طریق میانمار و شمال شرقی هند یا هر دو به نپال رسیده بودند. این نشان‌دهنده‌ی درگیری‌ها با گسترش زبان‌های چینی-تبتی است.

مردمان مدرن دراویدی (که از نظر جغرافیایی در هند قرار دارند) که تاریخ آنها به پیش از آغاز عصر برنز در شبه قاره هند (حدود ۳۳۰۰ سال قبل از میلاد) برمی‌گردد، پیش از ورود سایر گروه‌های قومی مانند تبتی-برمه‌ای‌ها و هندوآریایی‌ها از آن سوی مرز، در این منطقه ساکن بودند.
شمال:
- فرهنگ‌های سیبری شمالی و شرقی، که زادگاه اصلی اجداد هندواروپایی‌ها در دوران پارینه سنگی بودند، در دوران نوسنگی اروپای مرکزی هیچ گونه معرفی کشاورزی یا حتی دامداری در سیبری نداشتند. فرهنگ‌های آن با وجود ژنتیک اوراسیای غربی، با تکنیک‌های خاص تولید سنگ و وجود سفالگری با منشأ شرقی از طریق تجارت مشخص می‌شوند. با این حال، فرهنگ‌های نوسنگی آسیای شمالی از فرهنگ‌های میان‌سنگی قبلی متمایز هستند و در نتیجه معرفی سفالگری از جنوب، بسیار بیشتر قابل مشاهده هستند. جمعیت آفاناسیوان ترکیبی از افرادی بودند که از فرهنگ مادر هندواروپایی‌ها در روسیه مرکزی و از افرادی که حدود ۳۷۰۰ تا ۳۳۰۰ پیش از میلاد از طریق استپ اوراسیا از فرهنگ پیش از فرهنگ گورچالی، فرهنگ رپین در منطقه دن-ولگا مهاجرت کردند، به وجود آمدند. چنین مهاجرت‌هایی شامل مهاجرت‌های اولیه اورال شرقی به آسیای شمالی از اوراسیا است که در اواسط هزاره پنجم آغاز و رخ داده است.

ارتباطات زبانی قابل توجهی با زبان‌های پیش از هندواروپایی (حدود ۴۵۰۰ سال قبل از میلاد)، از طریق زبان اوراسیایی و بخش‌هایی از زبان دراویدی با یک خانواده زبانی پیشین در دوران پارینه سنگی علیا، برقرار شده است. زبان دراویدی با داشتن ریشه‌های فرهنگی متعدد و توسعه در طول هزاره‌ها، می‌تواند به همان اندازه زبان‌های هندواروپایی از هزاره پنجم قبل از میلاد تا هزاره اول میلادی در مقیاس بین‌المللی تأثیرگذار باشد. چنین تأثیری مورد بررسی قرار گرفته است، نمونه‌هایی از این دست زبان‌های ایلامی-دراویدی هستند، خانواده‌ای که می‌توانستند در دوران عبید، شوش، بین‌النهرین مرکزی، تجارت و سیاست را پیشگام باشند.
جنوب:
- برخی از فرهنگ‌های دراویدی از یک رویداد اختلاط بین شکارچیان-گردآورندگان عمدتاً نوسنگی یا پیش از نوسنگی در هند و کشاورزان، از فلات ایران، که اجداد عمیقی با "کشاورزان ایرانی نوسنگی" و دیگر اوراسیایی‌های غربی، و شکارچیان-گردآورندگان بومی جنوب آسیا، که با آندامانی‌ها و دیگر اوراسیایی‌های شرقی خویشاوندی دوری دارند، شکل گرفته‌اند.

این مهاجرت‌های جنوبی به هند در شکل‌گیری بخش‌هایی از زبان پروتو-دراویدی نقش داشتند که بر اساس موقعیت جغرافیایی، گونه‌های متعددی دارد، یعنی زبان پروتو-دراویدی جنوبی، با این حال، خود این زبان نیز عمدتاً بومی هند مرکزی بوده است. این دیگ ذوب فرهنگ‌ها از هزاره پنجم پیش از میلاد تا هزاره چهارم پیش از میلاد به اوج خود رسید.
- قدمت مگالیت‌ها در جنوب آسیا به قبل از ۳۰۰۰ سال قبل از میلاد مسیح برمی‌گردد، و یافته‌های اخیر به ۵۰۰۰ سال قبل از میلاد در جنوب هند برمی‌گردد. فرهنگ‌های موجود در هند مرکزی دارای متالورژی، تجارت، پرداخت عوارض (احتمالاً مالیات یا کمک به مراسم مذهبی) و طبقه بندی اجتماعی بودند که در زبان‌شناسی آن دوران مورد بررسی قرار گرفته‌اند.

دودمان Y هندی‌ها به جمعیت‌های جنوب اروپا نزدیک است و زمان واگرایی بین این دو، پیش از مهاجرت استپ‌ها:
این نتایج نشان می‌دهد که تبار مرتبط با اروپایی‌ها در جمعیت‌های هندی ممکن است بسیار قدیمی‌تر و پیچیده‌تر از آنچه پیش‌بینی می‌شد باشد و ممکن است از اولین موج کشاورزان هزاره‌ها قبل از هزاره پنجم پیش از میلاد سرچشمه گرفته باشد.
— موندال و همکاران. ۲۰۱۷
آسیای شرقی
چین
تمدن چین در این هزاره با آغاز سه فرهنگ مشهور از حدود ۵۰۰۰ سال پیش از میلاد مسیح پیشرفت کرد. فرهنگ یانگ شائو در حوضه هوانگ هه (رودخانه زرد) پایه‌گذاری شد و حدود ۲۰۰۰ سال دوام آورد. اعتقاد بر این است که خوک‌ها برای اولین بار در آنجا اهلی شدند. سفال‌ها در کوره‌های حفر شده در زمین پخته و سپس رنگ‌آمیزی می‌شدند. ارزن کشت می‌شد. یک سکونتگاه نمونه برای یانگ شائو حدود ۴۷۰۰ سال پیش از میلاد در بانپو نزدیک شی‌آن امروزی، شانشی، تأسیس شد.
همچنین حدود ۵۰۰۰ سال پیش از میلاد، فرهنگ همودو در شرق چین با کشت برنج آغاز شد و فرهنگ ماجیابانگ در مصب یانگ تسه نزدیک شانگهای امروزی تأسیس شد و تا حدود ۳۳۰۰ سال پیش از میلاد ادامه یافت.
اقیانوسیه
- اربابان قدرتمند حکومت‌های پروتوپاپوآن همچنان به اجرای سیستم کشاورزی خود ادامه می‌دهند و آن را پیش می‌برند. باستان‌شناسان در حال مطالعه سیستم‌های آبیاری باستانی در ارتفاعات پاپوآ گینه نو هستند. ارتفاعات گینه نو با تراکم جمعیت بسیار زیاد، یک مرکز اولیه و مستقل کشاورزی بودند و شواهدی از آبیاری حداقل به ۱۰۰۰۰ سال پیش برمی‌گردد. کشت نیشکر از ۶۰۰۰ سال قبل از میلاد مسیح در مقیاس انبوه ادامه داشت.
- شکارچیان-گردآورندگان مزولیتی همچنان بر بیشتر بخش‌های اندونزی تسلط دارند. فرهنگ‌های قابل توجه عبارتند از فرهنگ توآلی. تجارت و مراودات بین سرزمین‌های جدا شده استرالیا و اندونزی در سراسر تنگه تازه شکل گرفته تورس ادامه یافت، که کانال ۱۵۰ کیلومتری آن با زنجیره‌ای از جزایر و صخره‌های تنگه تورس که نقاط توقف واسطه‌ای را فراهم می‌کردند، به راحتی قابل کشتیرانی باقی ماند.
- مردمان و قبایل ملانزیایی همچنان در ملناسیا ساکن و در آن رشد می‌کنند. افرادی با فنوتیپ‌های استرال-ملانزیایی احتمالاً در شرق آسیا (در داخل و به سمت جنوب شرق آسیا) نیز حداقل از دوران پارینه سنگی میانی وجود داشته‌اند. این افراد نشان‌دهنده دریانوردی، مسیرهای تجاری و مهاجرت از ملناسیا و جنوب شرقی آسیا و به طور کلی، از اقیانوسیه غربی به جنوب آسیا در هزاره پنجم پیش از میلاد هستند.

این افراد در هزاره بعدی بودند که عمدتاً توسط مهاجرت برنج‌کاران اوراسیای شرقی از دوران نوسنگی و مهاجرت‌های بعدی از چین مرکزی به آسیای جنوب شرقی پس از پذیرش کشاورزی در بقیه آسیای جنوب شرقی و اقیانوسیه، آواره شدند.
- بررسی دودمان‌های DNA میتوکندری نشان می‌دهد که آنها در ISEA مدت زمان طولانی‌تری از آنچه قبلاً تصور می‌شد، در حال تکامل بوده‌اند. اجداد پولینزیایی‌ها حداقل ۶۰۰۰ تا ۸۰۰۰ سال پیش به مجمع‌الجزایر بیسمارک در پاپوآ گینه نو رسیدند که نشان‌دهنده مرحله اولیه استعمار است. این جوامع پولینزیایی، برخلاف آسترونزیایی‌ها در جزیره ملانزی، به طور گسترده با آسترال-ملانزیایی‌ها ازدواج نکردند. صرف نظر از این، هر دو مورد، به همراه سایر جمعیت‌های آسترونزیایی خارج از تایوان، اختلاط نشان می‌دهند که نشان‌دهنده درجات مختلفی از ازدواج بین مهاجران آسترونزیایی نوسنگی ورودی و جمعیت‌های آسترال-ملانزیایی پارینه سنگی موجود در جزیره جنوب شرقی آسیا و ملانزی در اواخر هزاره پنجم پیش از میلاد است. تراکم جمعیت بسیار زیاد و فرهنگ‌های شهری در تایوان و چین، این کاوشگران و گروه‌های اولیه را وادار به کاوش در آنچه فراتر از مرز، به سمت شرق خود ساحل چین بود، کرد.
- اولین موج مهاجران آسترونزیایی، که در نهایت از تایوان سرچشمه می‌گرفتند، حدود ۴۰۰۰ سال قبل از میلاد به ملانزی رسیدند. آنها عمدتاً در امتداد ساحل شمالی گینه نو و در جزایر شمال و شرق آن ساکن شدند. وقتی به آنجا رسیدند، با مردمان بومی بسیار قدیمی‌تر پاپوآیی زبان تماس پیدا کردند. این اولین استعمارها توسط مردمان آسترونزیایی در مقایسه با امواج سریع‌تر و گسترده‌تر بعدی در گسترش بزرگ آسترونزیایی (که مدل "خروج از تایوان" نیز نامیده می‌شود) رنگ می‌بازند.

استرالیا
تخمین زده می‌شود که حکاکی‌های سنگی متمایز بومیان استرالیا در نزدیکی سیدنی، بین ۵۰۰۰ تا ۳۰۰۰ سال پیش از میلاد مسیح ایجاد شده‌اند.
سطح دریاها تا ۴۵۰۰ سال پیش از میلاد در اطراف خطوط ساحلی استرالیا نسبتاً تثبیت شده بود. این اتفاق پس از چندین هزار سال افزایش سطح دریا، به دلیل ذوب شدن یخچال‌های طبیعی پس از رویداد دریاس جوان، رخ داد. این دانش به صورت تاریخ شفاهی در میان قبایل بومی استرالیا منتقل شد، زیرا آنها افزایش شدید سطح دریا را که در نهایت خطوط ساحلی پایین‌تر آنها را بلعید، به یاد می‌آوردند.
در حدود هزاره پنجم پیش از میلاد، ابزارهای سنگی، فرآوری گیاهان و فناوری‌های اصلاح منظر به طور فزاینده‌ای رواج یافتند. تله‌های پیچیده ماهی و مارماهی که شامل کانال‌هایی تا طول سه کیلومتر بودند، از حدود ۶۵۰۰ سال پیش در غرب ویکتوریا مورد استفاده قرار می‌گرفتند. مجموعه‌های نیمه دائمی کلبه‌های چوبی روی تپه‌ها نیز در غرب ویکتوریا ظاهر شدند که با بهره‌برداری سیستماتیک‌تر از منابع غذایی جدید در تالاب‌ها همراه بود.
گروه فرناک، که مجموعه‌ای از جزایر در شمال شرقی تاسمانی است، حداقل از ۳۳۰۰۰ سال پیش از میلاد مسیح مسکونی بوده است، اما بومیان تاسمانی حدود ۴۰۰۰ سال پیش از میلاد مسیح زندگی دائمی خود را در آنجا متوقف کردند.
گفته می‌شود بخشی از تصاویر هنر صخره‌ای در قلمرو شمالی استرالیا، به ویژه از منطقه آرنهم لند، به حدود ۴۰۰۰ سال قبل از میلاد مسیح برمی‌گردد که صحنه‌های نبرد یا درگیری بین مردم منطقه را نشان می‌دهد. این هنر همچنین شامل حیوانات و سایر معانی آیینی است. قدمت این صحنه‌ها تا ۱۰۰۰۰ سال و در صورت نقاشی مداوم در طول زمان، تا ۶۰۰۰ سال تخمین زده شده است.
نوک‌های سنگی برای نیزه‌ها و فناوری متمایز نوک سنگی مربوط به ۵ تا ۷ هزار سال پیش در استرالیا یافت شده‌اند. بسیاری از فناوری‌های اولیه نوک سنگی به طور خاص در منطقه کیمبرلی در بخش شمالی استرالیای غربی یافت می‌شوند. اعتقاد بر این است که پرتاب‌کننده‌های نیزه یا به طور خاص‌تر، «وومرا» که توسط بومیان استرالیا توسعه یافته و مورد استفاده قرار می‌گرفتند، در این زمان در سراسر استرالیا به طور گسترده مورد استفاده قرار گرفته‌اند.
آفریقا
شمال تا عرض جغرافیایی ۱۵ درجه شمالی خط استوا:
- تخمین زده می‌شود که آغاز نوسنگی چوپانی در مرحله بعدی صحرای سبز، در هزاره ششم یا پنجم پیش از میلاد بوده است. این دوره پیش از پایان دوره مرطوب آفریقا (حدود ۳۵۰۰ پیش از میلاد) و خشک شدن صحرای سبز بود. در این مدت، آفریقای زیر صحرا در دوران پارینه سنگی باقی ماند. با خشک شدن علفزارهای صحرا پس از حدود ۴۰۰۰ پیش از میلاد، گله‌داران به دره نیل و تا اواسط هزاره سوم پیش از میلاد به شرق آفریقا نقل مکان کردند.[۱]
- قدیمی‌ترین سکونتگاه دائمی شناخته‌شده در مصر، واقع در لبه جنوب غربی دلتای نیل (نزدیک مریمده بنی سلامه)، تقریباً به ۴۷۵۰ سال قبل از میلاد مسیح برمی‌گردد - احتمالاً متشکل از ۱۶۰۰۰ نفر ساکن. فرهنگ مریمده در مصر سفلی (حدود ۵۰۰۰ تا ۴۲۰۰ سال قبل از میلاد) شکوفا شد.
- مصر علیا مرحله جدیدی از یکجانشینی را نسبت به سبک زندگی کوچ‌نشینی پیشین (حدود ۵۰۰۰ سال قبل از میلاد) تجربه می‌کند. در طول هزاره پنجم قبل از میلاد، مهاجرت‌ها از صحرای خشک، مردم نوسنگی را به همراه کشاورزی به دره نیل آورد.
- مصریان پیش از سلسله هزاره پنجم پیش از میلاد، طرح‌های هندسی را به صورت تصویری نمایش می‌دادند و در این راستا، ریاضیات، کیمیاگری و نجوم را در قلمرو سیاسی مصر توسعه دادند . این همزمان با انتشار فرهنگی از طریق صحرا (دوره مرطوب آفریقا) بود. موج دوم ساخت و ساز فشرده حدود ۴۸۰۰ سال پیش از میلاد رخ داد که در آن دایره‌های سنگی با انقلاب تابستانی، نزدیک به آغاز فصل بارندگی، هم‌تراز می‌شدند و بر فضیلت باروری تأکید داشتند.

ساختارهای پیچیده‌تر در طول موج دوم فشرده از ۴۵۰۰ سال قبل از میلاد مسیح به دنبال آمدند. با هم‌ترازی‌هایی با سیریوس، آرکتوروس، آلفا قنطورس و کمربند اوریون. این نشان دهنده یک پیگیری آکادمیک بزرگ برای بررسی مشاهدات نجومی، کیهان‌شناسی و ریاضیات است. هم‌ترازی‌های هزاره پنجم ستون سنگی با ستارگان درخشان بر مسائلی با اهمیت عملی عمده آن دوران متمرکز بود: گاو، آب، مرگ، زمین، خورشید، ستارگان و الهیات.
- فرهنگ تاسیایی و فرهنگ بداری با مسیرهای تجاری که مصر را به سوریه، سینا و دریای سرخ متصل می‌کنند، رونق می‌گیرند. هر دو از نظر فرهنگی «ظروف مشکی» متمایزی دارند. فرهنگ باداریایی به سمت جنوب و به سمت هیراکونپولیس آینده گسترش می‌یابد.
- فرهنگ العمری و فرهنگ امرتیان حدود ۴۰۰۰ سال پیش از میلاد شکل می‌گیرند. تمایزات فرهنگی بین این دو برای اولین بار مشاهده می‌شود، با این حال نفوذ آرامی‌ها در سراسر مصر علیا و میانه شروع به گسترش می‌کند، و مسیرهای تجاری سرو از بیبلوس به طلا و ابسیدین وارداتی از نوبیا، نشان‌دهنده‌ی طبقه‌بندی اجتماعی پیچیده است.
- انتشار ادیان و ویژگی‌های فرهنگی دوره مرطوب آفریقا به سمت شرق، به مصر از طریق جنبش‌های سیاسی، اجتماعی و اقتصادی مرتبط. مهاجرت‌های جنوبی منجر به ظهور گروه بوتانا در حدود ۴۰۰۰ سال قبل از میلاد شد. زمان احتمالی وجود شخصیت اوزیریس در حدود ۴۱۰۰ تا ۳۹۰۰ سال قبل از میلاد در مصر است.
- مغرب از مرحله میان‌سنگی به مرحله نوسنگی منتقل می‌شود و تقریباً در حدود ۵۰۰۰ سال پیش از میلاد به طور کامل به پایان می‌رسد.
- اوایل هزاره پنجم پیش از میلاد، گله‌داری، دامداری و حکومت‌ها در صحرای بزرگ آفریقا همچنان رونق داشتند، که مهم‌ترین آنها فرهنگ تنریایی با ژنوتیپ اوراسیایی بود. مهاجرت‌های اوراسیایی در برخی نقاط از مهاجرت‌های سریع هزاره‌های گذشته به صحرای بزرگ آفریقا به بعد ادامه یافت و نشان‌دهنده زمانی با فرصت‌های بزرگ اجتماعی و اقتصادی بود.
- جمعیت‌های اولیه بربر به سمت شمال، به سمت لیبی، مهاجرت کردند که منجر به افزایش تراکم جمعیت و پراکندگی دین شد.
- یک زیرشاخه، که اکنون با نام R1b1a2 (R-V88) شناخته می‌شود، تنها در میان جمعیت‌های بومی غرب آفریقا، مانند فولانی‌ها، با فراوانی بالا یافت می‌شود و اعتقاد بر این است که نشان‌دهنده مهاجرت معکوس پیش از تاریخ از اوراسیا به آفریقا از مردمانی است که با اجداد پروتو-هندواروپایی‌ها و ناتوفی‌ها در دوران پارینه‌سنگی مرتبط بوده‌اند، و مهاجرت‌ها تا دوران نوسنگی (حدود ۵۰۰۰ سال قبل از میلاد) به مس‌سنگی مردمان باستانی‌تر و بومی پروتو-بربر ادامه یافته است که گاهی اوقات با فرهنگ کپسی‌ها در هم آمیخته و در اعماق صحرای آفریقا گسترش یافته‌اند. عناصر مهم فرهنگی عبارتند از الهیات پیچیده، گل اخری قرمز، واردات بزیان و دندانپزشکی.

کشورهای جنوب صحرای آفریقا:
- در شرق: پیش از مکان‌های فرضی قدیمی‌تر در صحرای شرقی، تپه‌های سنگی با بناهای سنگی بزرگ در اوایل ۴۷۰۰ سال قبل از میلاد در منطقه صحرای نیجر توسعه یافتند و آثار پیچیده الهیاتی و طبقه‌بندی اجتماعی در آنها وجود دارد که به طور بالقوه با پیشرفت‌های الهیاتی و نجومی در مصر مرتبط است.
- سفال‌های خط موج‌دار نقطه‌دار و خط موج‌دار توسط فرهنگ‌های مختلف در سراسر شمال و شرق آفریقا تجارت می‌شوند. این قطعات از قدیمی‌ترین نمونه‌های سفالگری هستند که توسط شکارچیان-ماهیگیران-گردآورندگان تبار اوراسیایی در سنتی ساخته شده‌اند که ۵۰۰۰ سال از هزاره نهم پیش از میلاد ادامه داشته است.
- اگرچه گروه‌های تشکیل‌دهنده و ژنتیک نیلو-صحرا هزاران سال پیش از نوسنگی آفریقا قدمت دارند، اما وحدت سودان شرقی در میان فرهنگ‌های طبقاتی اجتماعی در هزاره پنجم پیش از میلاد رخ می‌دهد. این فرهنگ‌ها اگرچه تجارت با فرهنگ‌های کشاورزی طبقاتی کوشیتی آفریقایی-آسیایی را تجربه می‌کنند، اما مهاجرت‌ها و انتشار فرهنگی را در سراسر صحرا به سمت غرب، شمال و شرق خود تجربه می‌کنند.
- شرق بین ۷۵۰۰ تا ۳۵۰۰ سال پیش از میلاد، در میان صحرای سبز، گیاهان غیراهلی صحرای مرکزی پرورش، ذخیره و پخته می‌شدند و حیوانات اهلی (مانند گوسفند بربری) در لیبی دوشیده و نگهداری می‌شدند.
- در غرب آفریقا: دوره چوپانی از منطقه ساوانا تا منطقه شرق صحرا و از موریتانی تا دریای سرخ امتداد داشت که تجارت گسترده بین مناطق و حکومت‌ها را در بر می‌گرفت. کشاورزی در غرب آفریقا توسط جمعیت‌های اوراسیایی در کنار جمعیت‌های جنوب صحرا معرفی و توسعه یافت.
- غرب: واردات پیکره‌های ونوس به آفریقای جنوب صحرا از طریق دامداران تبار اوراسیایی با ظهور جوامع دامداری پیچیده سازمان‌یافته در غرب آفریقا بین ۴۰۰۰ تا ۱۰۰۰ سال قبل از میلاد، که نمایانگر طبقه‌ای از کاهنان با دین پراکنده از هلال حاصلخیز بودند، صورت گرفت.  اگرچه احتمالاً در اوایل ۵۰۰۰ سال قبل از میلاد توسعه یافته است، اما ممکن است نسیبیدی نیز در ۲۰۰۰ سال قبل از میلاد توسعه یافته باشد، همانطور که از تصاویر خط آفریقای غربی بر روی سنگ‌های یکپارچه ایکوم در ایکوم، در نیجریه، مشهود است.[۱]
- مرکز به غرب: جمعیت‌ها و قبایلی که زبان‌های نیجر-کنگو را گسترش می‌دهند، هزاران سال پیش از طریق مسیرهای تجاری طولانی و خان‌سالاری‌های بزرگ بین شرق و غرب آفریقا و سرزمین مادری خود در آفریقای مرکزی مهاجرت می‌کردند. این گسترش این مجموعه از زبان‌های نیجر-کنگو ممکن است با گسترش کشاورزی ساحل در دوره نوسنگی آفریقا، پس از خشک شدن صحرا در حدود ۳۵۰۰ سال پیش از میلاد و جداسازی مردمان پارینه سنگی و نوسنگی تبار اوراسیایی به غرب، شرق و شمال آفریقا، از طریق صحرای آفریقا، مرتبط بوده باشد. این گسترش معاصر زبان‌های نیجر-کنگو، مقدم بر گسترش بدنام‌تر بانتو در سال‌های بعدی بود.
- دوره پایانی (۴۵۰۰ تا ۴۰۰۰ پیش از میلاد) از دوره سر گرد، شکارچیان-گردآورندگان سیاه‌پوست، که هنر سنگی سر گرد را خلق کردند، فرهنگ دامداری را از دامداران تازه وارد پذیرفتند.
- جنوب: هنر صخره‌ای با رنگ انگشتی قرمز که بین ۴۰۰۰ سال پیش از میلاد و ۲۰۰ میلادی خلق شده است، در جنوب رودخانه کی و رود اورنج توسط شکارچیان-گردآورندگان-دامداران خویسان، در مالاوی و زامبیا توسط شکارچیان-گردآورندگان آکافولا با پوست تیره، گاهی ریش‌دار و تیر و کمان که تا قرن نوزدهم میلادی در مالاوی ساکن بودند، و در ترانسوال توسط مردم وانگونا. فرهنگ‌های خویسان از هزاره‌های پیشین تا تسلط بر جنوب آفریقا ادامه دارند.
- نکته مهم این است که حدود ۴۵۰۰ سال پیش از میلاد، در کنار رودخانه‌های ساناگا و رود نیونگ در جنوب کامرون، خاندان‌های پروتو-بانتو از خاندان‌های پروتو-جنوبی بانتو جدا شدند و به سمت شرق گسترش یافتند، خاندان‌هایی که در گسترش اولیه بانتو شروع به حمله و گسترش به جنوب و شرق کردند و قبایل پارینه‌سنگی کنگو را درگیر خود ساختند. چنین طبقه‌بندی اجتماعی و ظهور سریع سیاسی از طریق گسترش، تصویری از پیچیدگی فرهنگی این فرهنگ‌ها را به ما ارائه می‌دهد.
- پیش از این تصور می‌شد که پروتو-بانتو از جایی در منطقه مرزی بین نیجریه و کامرون سرچشمه گرفته است. با این حال، تحقیقات جدید نشان داد که به احتمال زیاد این منطقه، منطقه اولیه پروتو-ساوترن بانتوئید بوده است، قبل از اینکه مدت‌ها قبل از ظهور پروتو-بانتو، به سمت جنوب و به داخل کامرون گسترش یابد.

آمریکای شمالی
- ۴۱۳۰ پیش از میلاد: نیزه‌های ضامن‌دار در جایی در شرق سیبری اختراع شدند و از طریق تجارت به جنوب، ژاپن و شرق، آمریکای شمالی گسترش یافتند، جایی که اجداد طرح‌های پیچیده‌ی اینوئیت‌ها و بعدها شکارچیان نهنگ اروپایی بودند.
- ۴۰۰۰ تا ۲۰۰۰ پیش از میلاد: زبان‌های دنه-ینی‌سئیایی به نا-دنه در آمریکای شمالی و زبان‌های ینیسی در سیبری تقسیم شدند. معمولاً تصور می‌شود که این ارتباط نتیجه مهاجرت معکوس سرخپوستان اولیه آمریکایی در برینگیا به سیبری بوده است و مردمان ینیسی را تشکیل داده است که زمانی در سراسر اوراسیا پراکنده بودند.
- در سراسر جنگل‌های جنوب شرقی، از حدود ۴۰۰۰ سال قبل از میلاد، مردم از منابع تالابی بهره‌برداری کردند و توده‌های بزرگی از صدف ایجاد کردند.
- فرهنگ قدیمی مس در اورونتو، شمال شرقی ویسکانسین، رونق دارد.
- بومیان آمریکا در شمال دریاچه‌های بزرگ، ابزار، زیورآلات و ظروف مسی تولید می‌کنند که در سراسر دشت‌های بزرگ و دره اوهایو مبادله می‌شوند و نشان‌دهنده سطح بالایی از طبقه‌بندی اجتماعی هستند.
- ظهور سنت باستانی سپر در حدود ۴۵۰۰ سال قبل از میلاد.
- حدود ۵۰۰۰ سال پیش از میلاد، رواناب یخچال‌های طبیعی هولوسن بر جنوب غربی و به ویژه فلات کلرادو تأثیر گذاشت و با الگوهای طوفانی قوی‌تر، منجر به میزان قابل توجهی از فرسایش خاک شد. پیش از مهاجرت‌های پوئبلوهای اجدادی، در این تغییر آب و هوایی در قبایل و فرمانروایی‌ها در دوران سبدبافی باستانی-اولیه، با ارتباطات فرهنگی و تجاری با فرهنگ‌های اولیه کوچیس زندگی می‌کردند. با وجود سبک زندگی کوچ‌نشینی در فصول شکار که از اوایل هزاره ششم پیش از میلاد ادامه داشت، این فرهنگ‌ها همچنین دارای سکونتگاه‌هایی با انبار بودند. فرهنگ کوچیس حدود ۵۰۰۰ سال پیش از میلاد در کنار فرهنگ‌های سن دیه‌گویتو آغاز می‌شود.[۱]
- زیورآلات صدفی و اقلام مسی در ایندین نول در کنتاکی، نشان‌دهنده‌ی یک سیستم تجاری گسترده در طول چندین هزاره در سراسر آمریکای شمالی است.
- در طول این هزاره، کارهای نجومی و الهیاتی همچنان در حال توسعه است. چنین نمونه‌هایی که مترادف با چرخه سالانه و موهبت تولید ذرت هستند، منشأ مراسم ذرت سبز هستند.
- فرهنگ تهواکان (۵۰۰۰ تا ۲۳۰۰ پیش از میلاد) احتمالاً گویشوران زبان پروتو-اوتومانگایی بودند که در هزاره پنجم پیش از میلاد در منطقه دره تهواکان ساکن بودند.
- برخی تخمین‌ها با استفاده از روش بحث‌برانگیز گلوتوکرونولوژی، تاریخ تقریبی جدایی زبان‌های پروتو-اوتومانگی را حدود ۴۴۰۰ سال قبل از میلاد مسیح نشان می‌دهند. این امر خانواده زبانی اوتو-مانگوئی را به خانواده زبانی قاره آمریکا با عمیق‌ترین عمق زمانی و همچنین قدیمی‌ترین خانواده زبانی با شواهدی از تضاد تُن در زبان اولیه تبدیل می‌کند.
- فرهنگ‌های آمریکای میانه با معرفی ذرت به دره‌های بین رشته‌کوه آند کلمبیا در این هزاره، گاهی اوقات از طریق بزرگراه‌ها، کشت ذرت خود را بیشتر توسعه دادند. در همین حال، فرهنگ‌های پرویی همچنان به پیشرفت کشت لوبیا و کدو در حدود ۴۰۰۰ سال قبل از میلاد ادامه می‌دهند. جنگل‌زدایی به ویژه در ساحل خلیج فارس وجود دارد، با فرهنگ‌های آمریکای میانه، با وجود طبقه‌بندی اجتماعی، کارگاه‌ها، سکونتگاه‌های سنگی، جاده‌های آسفالت شده و تجارت گسترده ابسیدین. با وجود فرهنگ‌های یکجانشینی موجود در مکزیک، فرهنگ‌های معمولاً ساحلی و عشایری نیز با مشاغل فصلی، اما کشاورزی سالانه و گودال‌های ذخیره گوشت مانند ال گیگانته، هندوراس، باقی مانده‌اند.

کارائیب
- ترینیداد از هزاره ششم تا پنجم به بعد همچنان سنت باستان‌شناسی اورتوآروئید را حفظ کرده و اولین بخش از کارائیب است که قبل از ۳۵۰۰ سال قبل از میلاد مسکونی شده است.
- برخی از اولین روستاهای شناخته شده در امتداد سواحل دریا، به ویژه سواحل چیاپاس و کارائیب، ظاهر شده‌اند. این احتمال وجود دارد که منابع فراوان دریا و تالاب به راحتی می‌توانستند از طریق سفرهای دریایی و سکونتگاه‌های سالانه، از سکونت طولانی مدت پشتیبانی کنند و مردم را به سمت سکونت در این مناطق سوق دهند.

تپه‌های صدفی در این مناطق بسیار قابل مشاهده هستند، که احتمالاً به شناسایی آنها توسط محققان کمک کرده است. نمونه‌هایی مانند Cerro de las Conchas که قدمت آن به بین ۵۵۰۰ تا ۳۵۰۰ سال قبل از میلاد مسیح برمی‌گردد، ظاهراً یک محل جمع‌آوری و فرآوری منابع دریایی بوده است. در حالی که به نظر می‌رسد Cerro de las Conchas فقط به صورت فصلی مورد استفاده قرار می‌گرفته است، به نظر می‌رسد که اردوگاه‌های اصلی داخلی در تمام طول سال مورد استفاده بوده‌اند.
آمریکای جنوبی
- طبق اسناد، اشغال قابل توجه سواحل کارائیب کلمبیا توسط جوامعی متشکل از جمعیت‌های یکجانشین، حدود ۴۰۰۰ سال پیش از میلاد مسیح رخ داده است.

- فرهنگ و حکومت‌های پیشرفته کشاورزی مکزیک، شیوه‌های کشاورزی خود را برای هزاران سال گسترش و توسعه دادند، در کنار شبکه‌های تجاری متمرکز جنوبی و آیین‌های باروری پیش از میلاد، ذرت، یکی از عناصر حیاتی تمدن شهری، به آمریکای جنوبی آورده شد. ریشه‌های موئیسکا حدود ۵۰۰۰ سال قبل از میلاد در آبشار سواچا تکنداما است و از طریق گسترش مرتبط آنها به سمت شمال، تولید متمرکز ذرت و سکونتگاه‌های دائمی شکل گرفت که آنها را از قبایل و سایر حکومت‌ها متمایز می‌کرد. آنها به طور بالقوه گروه‌های اصلی تشکیل دهنده زبان اولیه چیبچان را با خود حمل می‌کردند. گفته می‌شود قهرمان افسانه‌ای بوچیکا زمانی در اینجا زندگی می‌کرده است.[۱]
- در کنار مویسکا، قوم تایرونا، واقع در کلمبیای امروزی، نیز شروع به تغییر به سمت سکونتگاه‌های دائمی بلندمدت با کشاورزی کردند. این تغییر برای این دو گروه، به آنها مزایای جمعیتی نسبت به سایر گروه‌ها می‌دهد.
- جنگل‌های بارانی آمازون با منابع اولیه‌ی کشاورزی، مهاجرت‌ها و استعمار این فرمانروایی‌های کشاورزی پیشرفته‌تر و سکونتگاه‌های دائمی آنها را تجربه می‌کنند. درگیری‌هایی با قبایل بومی در مناطق دورافتاده‌تر رخ می‌داد. این جنگل‌ها به جای اینکه یک طبیعت بکر و دست‌نخورده باشند، حداقل ۱۱۰۰۰ سال است که توسط انسان از طریق شیوه‌هایی مانند باغبانی جنگلی، توسعه‌ی خاک‌های ترامولاتا برای حاصلخیزی، ساخت بزرگراه‌ها، مسیرهای تجاری و فرمانروایی‌های بزرگ و پیچیده شکل گرفته‌اند.
- این مکان باستانی، یک مرکز تجاری بزرگ در پرو (پاردونس و هواکا پریتا) بود. در ارتباط با شبکه‌های تجاری با مکزیک، ذرت در اینجا، از اوایل ۴۷۰۰ سال قبل از میلاد، کشت می‌شد که نشان‌دهنده شبکه‌های تجارت و پرورش انتخابی کشاورزی است که طی هزاره‌ها ادامه داشته است. مردمی که در سازه‌های پیچیده و یکجانشینی، در امتداد ساحل شمالی پرو زندگی می‌کردند، در آن زمان ذرت می‌خوردند.
- پیشرفت‌های پرو در این سوی جهان، در اهلی کردن لاماها و آلپاکاها حداقل از ۶۰۰۰ سال قبل از میلاد مسیح آغاز شده است. حمل و نقل کالا و کود برای کود، رشد اقتصادی و عملکرد کشاورزی را افزایش می‌دهد و این فرآیند را برای تمدن حیاتی می‌کند. این نشان‌دهنده تخصص اقتصادی است. سکونتگاه‌ها در سراسر پرو رشد می‌کنند و پیشرفت‌های تکنولوژیکی قابل توجهی حاصل می‌شود. شواهدی از طبقات معماری، نیروی کار و طبقه‌بندی اجتماعی دوباره در دره زانا قابل توجه است، جایی که از ۴۷۰۰ سال قبل از میلاد این کانال‌ها آب را از چشمه‌های منطقه کوه‌های آند برای کشاورزی عظیم جمع‌آوری و منتقل می‌کردند. استفاده از کانال‌ها حدود ۴۵۰۰ سال قبل از میلاد پایان یافت که نشان‌دهنده زوال اجتماعی دوره‌ای و درگیری بین حکومت‌ها است.
- لباس پوشیدن در کنار طبقه بندی اجتماعی در پرو قابل اثبات است. پارچه پنبه ای رنگ شده ۶۰۰۰ ساله در سایت Preceramic در Huaca Prieta کشف شد. این اولین استفاده ثبت شده از پنبه در سراسر جهان را نشان می دهد. Gossypium barbadense و توسط فرهنگ های منطقه اهلی شده است. رنگ نیلی برای لباس های انتخابی، نماینده طبقات بالاتر و تخصص اقتصادی استفاده می شد. نقش های کاهن مانندی که به مطالعه نجومی و تغییر فصلی مشاهده ای در رابطه با اتکای جامعه پرو به کشاورزی اختصاص داده شده بود، وجود داشت.
- فرهنگ لاس وگاس دارای ساختارهای یکجانشینی در مقیاس بزرگ و سازگاری ساحلی با میراث شیوه‌های کشاورزی از هزاره‌های قبل در کنار تولید ذرت جدید است. این منطقه دچار فروپاشی ناگهانی (حدود ۴۶۰۰ سال قبل از میلاد) می‌شود که منجر به شکافی ۱۰۰۰ ساله در سوابق باستان‌شناسی محلی می‌شود. تولید ذرت از مکزیک سرچشمه می‌گیرد، اما در این هزاره به سرعت در سراسر آمریکای جنوبی و جنوب آن گسترش می‌یابد که منعکس کننده مسیرهای تجاری قوی، انتشار ایده‌ها و فرهنگ و شبکه‌های اجتماعی است.
- پایان لائوریکوچا II: ۶۰۰۰ – ۴۲۰۰ قبل از میلاد (دوره پیش از سفالگری آند IV).

لائوریکوچا III: ۴۲۰۰ – ۲۵۰۰ قبل از میلاد (دوره پیش از سفالگری آند V) آغاز می‌شود. جوامع ارباب رعیتی و جوامع شکارچی-گردآورنده ماهی بر این منطقه تسلط دارند. لائوریکوچا یکی از اردوگاه‌های مهم کوهستانی در آن زمان بود.
- دوره نوسنگی در حدود ۴۰۰۰ سال قبل از میلاد در آرژانتین به دلیل یک دوره خشکسالی گسترده که ۲۰۰۰ سال طول کشید، از بین می‌رود. این ممکن است توضیحی برای تمایزات نژادی بین پاتاگونیا باشد که جمعیت‌های شکارچی-گردآورنده آن در جنوب باقی ماندند و بقیه آرژانتین.[۱]

## تقویم‌ها و گاه‌شماری[۱]
هزاره پنجم به نقطه شروعی برای تقویم‌ها و گاه‌شماری‌ها تبدیل شده است. سال ۴۷۵۰ پیش از میلاد، نقطه شروع گذشته‌نگر برای تقویم آشوری است که تاریخ سنتی تأسیس آشور را حدود ۲۰۰۰ سال قبل از وقوع آن مشخص می‌کند.
تاریخ سنتی دیگر، ۱۹ ژوئیه ۴۲۴۱ پیش از میلاد است که آغاز احتمالی تقویم مصری را نشان می‌دهد، همانطور که ادوارد مایر به صورت گذشته‌نگر محاسبه کرده است. نقطه شروع محتمل‌تر، ۱۹ ژوئیه ۲۷۸۱ پیش از میلاد، یک چرخه ساتیک دیرتر است. عموماً اعتقاد بر این بوده است که این تقویم بر اساس طلوع خورشیدی (سپیده دم) سیروس بنا شده است، اما این دیدگاه اکنون مورد تردید قرار گرفته است.
طبق گاهشماری آشر، خلقت زمین در ۲۲/۲۳ اکتبر ۴۰۰۴ پیش از میلاد رخ داده است. این گاهشماری اثر جیمز آشر است که اساس آن تاریخ‌های عهد عتیق کتاب مقدس است. او تخمین زد که جهان توسط خدا در ساعت ۱۸:۰۰ روز ۲۲ (تقویم یهودی) یا ساعت ۹:۰۰ روز ۲۳ (گاهشماری آشر-لایت‌فوت) آفریده شده است.
یکی دیگر از تاریخ‌های شروع تقویم در هزاره پنجم، دوشنبه، ۱ ژانویه ۴۷۱۳ پیش از میلاد، آغاز دوره جولیان فعلی است که اولین بار توسط ژوزف ژوست اسکالیگر در قرن شانزدهم توصیف شد. این دوره جولیان ۷۹۸۰ سال تا سال ۳۲۶۸ (دوره فعلی) در هزاره بعدی ادامه دارد. این یک وسیله مفید برای تبدیل تاریخ بین تقویم‌های مختلف است. تاریخ مبدا در شمارش روز جولیان مقدار صحیح صفر دارد: یعنی در تقویم جولیان؛ تاریخ معادل آن در تقویم گرگوری ۲۴ نوامبر ۴۷۱۴ پیش از میلاد است.

## سده‌ها
- سده ۵۰ پ. م
- سده ۴۹ پ. م
- سده ۴۸ پ. م
- سده ۴۷ پ. م
- سده ۴۶ پ. م
- سده ۴۵ پ. م
- سده ۴۴ پ. م
- سده ۴۳ پ. م
- سده ۴۲ پ. م
- سده ۴۱ پ. م